# Merry Christmas II You
Merry Christmas II You je 13. studiové album americké zpěvačky Mariah Carey, vyšlo 2. listopadu 2010. Je to v pořadí její druhá vánoční deska, neboť navazuje na původní album Merry Christmas z roku 1994.

## Seznam skladeb
1. „Santa Claus Is Coming to Town“ (Intro) – J. Fred Coots, Haven Gillespie
2. „Oh Santa!“ – Carey, Bryan Michael Cox, Jermaine Dupri
3. „O Little Town of Bethlehem“ / „Little Drummer Boy“ (Medley) – Phillips Brooks, Lewis H. Redner, Katherine K. Davis, Henry Onorati, Harry Simeone
4. „Christmas Time Is in the Air Again“ – Carey, Shaiman
5. „The First Noel“ / „Born is the King“ (Interlude) – Traditional
6. „When Christmas Comes“ – Carey, James Poyser
7. „Here Comes Santa Claus (Right Down Santa Claus Lane)“ / „Housetop Celebration“ – Gene Autry, Oakley Haldeman, Benjamin Hanby
8. „Charlie Brown Christmas“ – Vince Guaraldi, Lee Mendelson
9. „O Come All Ye Faithful“ / „Hallelujah Chorus“ (featuring Patricia Carey) – John Francis Wade, George Frideric Handel
10. „O Holy Night“ (Live from WPC in South Central Los Angeles) – Adolphe Adam
11. „One Child“ – Carey, Shaiman
12. „All I Want for Christmas Is You“ (Extra Festive) – Carey, Afanasieff
13. „Auld Lang Syne“ (The New Year's Anthem) – Robert Burns, Carey, Jackson, Johnny Severin